# آندره شیلو

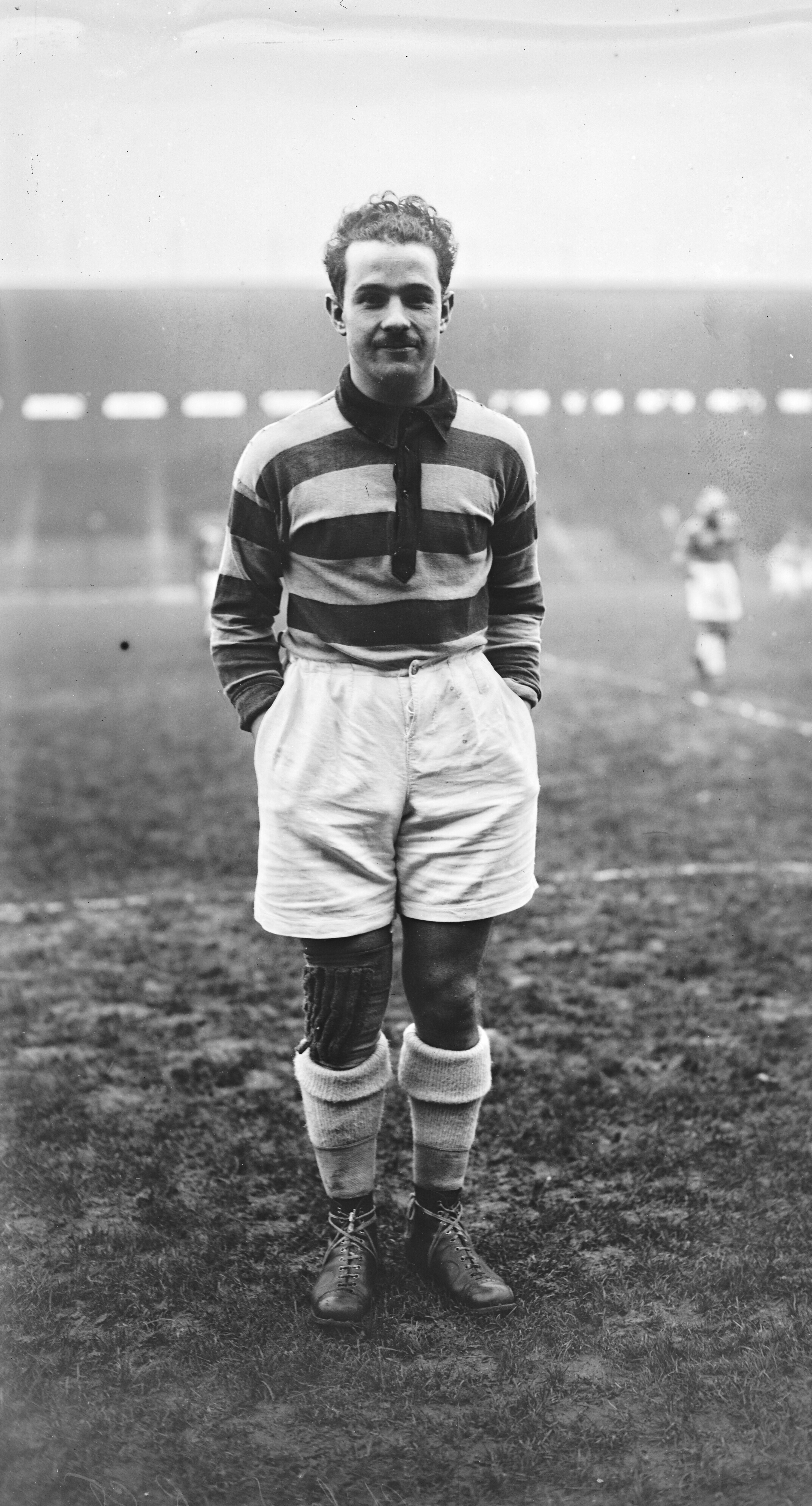
آندره شیلو - ۱۹۲۶

آندره شیلو (فرانسوی: André Chilo‎; ۵ ژوئیهٔ ۱۸۹۸ – ۳ نوامبر ۱۹۸۲) بازیکن راگبی ۱۵ نفره و ورزشکار پرش سه‌گام اهل فرانسه بود.